# Intel 8086

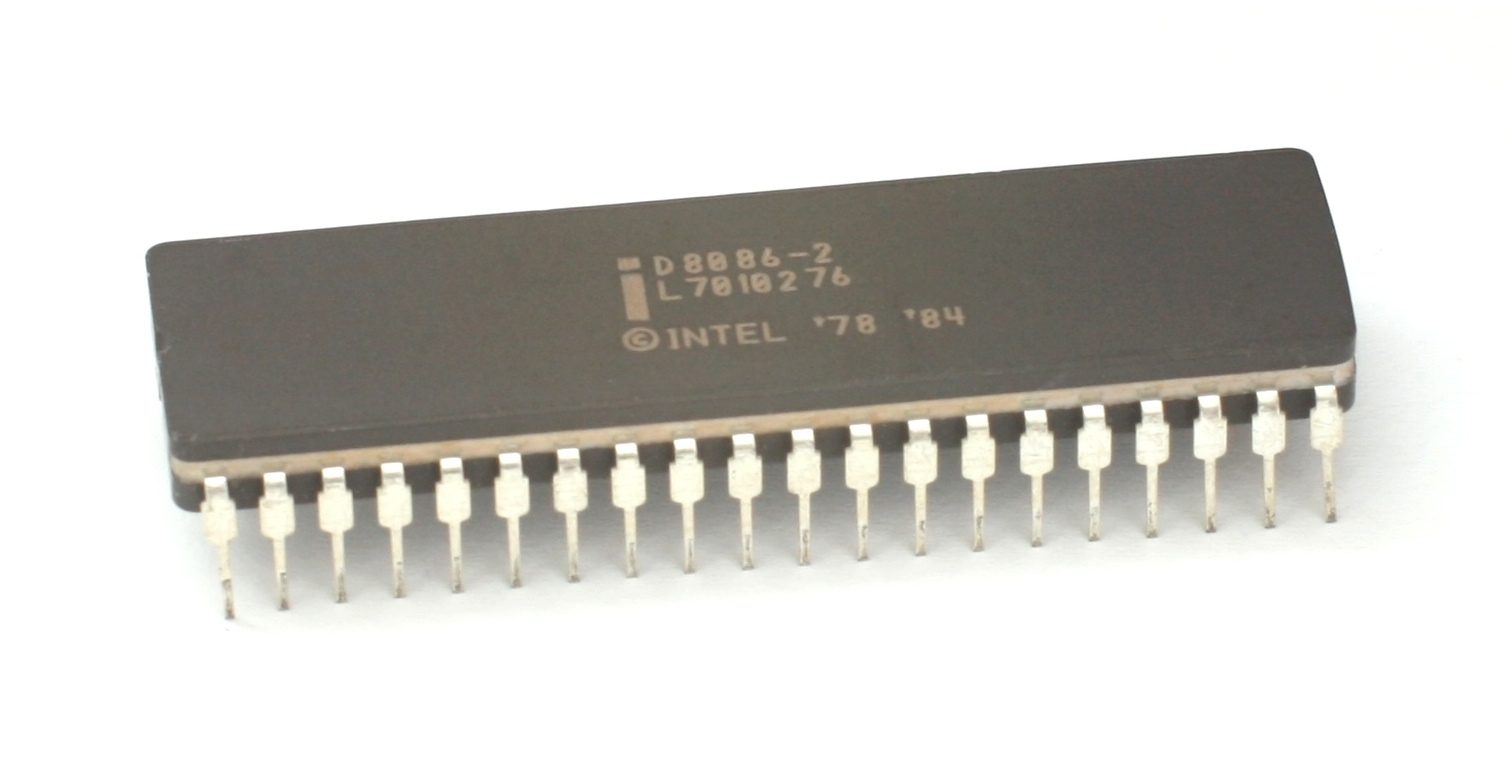
Intel 8086

Intel 8086 este un microprocesor produs de compania Intel între 1978 și anii 1990.